# Polycarpeae
Polycarpeae es una tribu de plantas perteneciente a la familia Caryophyllaceae. El género tipo es: Polycarpon Loefl.

## Géneros
Según GRIN
- Calycotropis Turcz. = Polycarpaea Lam.
- Cerdia DC.
- Drymaria Willd.
- Haya Balf. f.
- Krauseola Pax & K. Hoffm.
- Loeflingia L.
- Microphyes Phil.
- Ortegia Loefl.
- Pirinia M.
- Polycarpaea Lam.
- Polycarpon Loefl.
- Polytepalum Suess. & Beyerle
- Reesia Ewart (subfam. = Polycarpaea Lam.
- Robbairea Boiss. = Polycarpaea Lam.
- Sanctambrosia Skottsb. ex Kuschel
- Spergula L.
- Spergularia (Pers.) J. Presl & C. Presl
- Stipulicida Michx.
- Wangerinia E. Franz = Microphyes Phil.
- Xerotia Oliv.

Según Commons
- Cerdia, Drymaria, Haya, Krauseola, Loeflingia, Microphyes, Ortegia, Pirinia, Polycarpaea, Polycarpon, Polytepalum, Sanctambrosia, Spergula, Spergularia, Stipulicida, Xerotia[2]